# Campeonato Europeo de Atletismo Sub-18 de 2024
El Campeonato Europeo de Atletismo Sub-18 de 2024 fue la cuarta edición de la competición bienal de atletismo continental para atletas europeos que cumplan 16 o 17 años de edad durante el año en curso. Tuvo lugar en el Dukla Stadium de Banská Bystrica, Eslovaquia, del 17 al 20 de julio.

## Datos sobre el campeonato
- En los campeonatos sub-18, en lugar de los relevos 4 × 100 m y 4 × 400 m, se suele correr el relevo medley, una prueba en que los cuatro miembros del equipo corren, por este orden, 100 m, 200 m, 300 m y 400 m respectivamente.
- Varios atletas ganaron dos medallas en el campeonato; de ellos, fueron dobles medallistas individuales Aldin Ćatović (oro en 3000 m y plata en 1500 m) y Vita Barbić (oro en lanzamiento de jabalina y bronce en disco). Además, Stanisław Strzelecki fue oro en 400 m y relevo medley, Elisa Valensin fue oro en 200 m y relevo medley, Jakob Kemminer fue oro en 100 m y plata en el relevo medley, Anastazja Kuś fue oro en 400 m y plata en el relevo medley, Margherita Castellani fue plata en 200 m y oro en el relevo medley, Kara Dacosta fue plata en 400 m y bronce en el relevo medley, Thea Brown fue plata en heptatlón y bronce en el relevo medley, y Daniele Inzoli fue bronce en salto de longitud y en el relevo medley.
- Además de sus dos medallas, Thea Brown saltó 1.87 m en la prueba de salto de altura del heptatlón; con esa marca habría sido oro en la prueba individual de salto de altura.
- El hermano mayor de Daniele Inzoli, Francesco Inzoli, también ganó dos medallas en las mismas pruebas del campeonato de 2022: bronce en salto de longitud y oro en el relevo medley.
- Los dos campeones de 400 m vallas, Michal Rada y Nina Radová, son hermanos mellizos.[2]

## Podios
Salvo indicación, todos los récords nacionales  o europeos  batidos lo fueron en categoría sub-18.

### Masculino
| Evento                  | Oro                                                                                     | Oro           | Plata                                                                       | Plata    | Bronce                                                                           | Bronce   |
| ----------------------- | --------------------------------------------------------------------------------------- | ------------- | --------------------------------------------------------------------------- | -------- | -------------------------------------------------------------------------------- | -------- |
| 100 metros              | Jakob Kemminer · Alemania                                                               | 10.46         | Joel Masters Reino Unido                                                    | 10.51    | Joel Ajayi Reino Unido                                                           | 10.61    |
| 200 metros              | Diego Nappi · Italia                                                                    | 20.81         | Ivano Bevanda · Suecia                                                      | 21.22    | Joe Burke Irlanda                                                                | 21.34    |
| 400 metros              | Stanisław Strzelecki · Polonia                                                          | 46.50 EU18L   | Milann Klemenic Francia                                                     | 46.78    | Conor Kelly Irlanda                                                              | 46.97    |
| 800 metros              | Matthew McKenna Reino Unido                                                             | 1:52.91       | Aaron Ceballos · España                                                     | 1:53.21  | Łukasz Zaczyk · Polonia                                                          | 1:53.60  |
| 1500 metros             | Filip Toul · República Checa                                                            | 3:54.77       | Aldin Ćatović Serbia                                                        | 3:55.14  | Alois Abraham Francia                                                            | 3:56.55  |
| 3000 metros             | Aldin Ćatović Serbia                                                                    | 8:07.03 EU18L | Vittore Borromini · Italia                                                  | 8:09.01  | Sebastian Lörstad · Suecia                                                       | 8:11.71  |
| 110 metros vallas       | Kyan Escalona · Italia                                                                  | 13.22 EU18L   | Lucas Domergue Francia                                                      | 13.34    | Hristiyan Kasabov Bulgaria                                                       | 13.47    |
| 400 metros vallas       | Michal Rada · República Checa                                                           | 49.42         | Marek Váňa · República Checa                                                | 51.12    | Tommaso Ardizzone · Italia                                                       | 51.38    |
| 2000 metros obstáculos  | Bakr El Asri · España                                                                   | 5:46.79       | Adam Červinka · República Checa                                             | 5:47.71  | Jakob Rödel · Alemania                                                           | 5:47.77  |
| Salto de altura         | Svante Svensson · Suecia                                                                | 2,09          | Antoine Antczak Francia                                                     | 2,08     | Vuk Šolaja Serbia                                                                | 2,08     |
| Salto con pértiga       | Mathias Urbanczyk · Bélgica                                                             | 5,10          | Nikita Mirkin Israel                                                        | 5,00     | Henri Apri Estonia                                                               | 5,00     |
| Salto de longitud       | Remi Mourie Francia                                                                     | 7.72          | Áron Hajdu · Hungría                                                        | 7.58     | Daniele Inzoli · Italia                                                          | 7,54     |
| Triple salto            | Emmanuel Idinna Francia                                                                 | 15.85 EU18L   | Francesco Crotti · Italia                                                   | 15.49    | Benedikt Maurer · Alemania                                                       | 15.11    |
| Lanzamiento de peso     | Ştefan Ciobanu · Rumania                                                                | 19.99         | Ludvig Ellgren · Suecia                                                     | 19.19    | Jan Ferina · Croacia                                                             | 19.04    |
| Lanzamiento de disco    | Jakub Rodziak · Polonia                                                                 | 64.21 WYL     | Yaroslav Lystopad · Ucrania                                                 | 60.93    | Cian Crampton Irlanda                                                            | 60.55    |
| Lanzamiento de martillo | Thomas Williams Irlanda                                                                 | 73.95         | Dimo Andreev Bulgaria                                                       | 72.49    | Magno Llopis · España                                                            | 72.48    |
| Lanzamiento de jabalina | Pietro Villa · Italia                                                                   | 76.04         | Roch Krukowski · Polonia                                                    | 74.84    | Teemu Simoinen · Finlandia                                                       | 73.24    |
| 5000 metros marcha      | Alessio Coppola · Italia                                                                | 21:01.44      | Séamus Clarke Irlanda                                                       | 21:05.70 | Nicolo´ Vidal · Italia                                                           | 21:11.87 |
| Decatlón                | Tristan Konso Estonia                                                                   | 7549 WU18L    | Liam Belo da Silva · Suecia                                                 | 7318     | Kilian Trochain Francia                                                          | 7290     |
| Relevo medley           | Polonia · Nikodem Dymiński · Jakub Foremny · Bartłomiej Adamczyk · Stanisław Strzelecki | 1:51.62 WL    | Alemania · Jakob Kemminer · Louis Schuster · Jannis Dettner · Milan Stadler | 1:51.82  | Italia · Fabrizio Caporusso · Daniele Inzoli · Tommaso Carfagna · Daniele Salemi | 1:52.02  |

1. ↑  1:49.82  en semifinales.
2. ↑  13.40  en series.

### Femenino
| Evento                  | Oro                                                                               | Oro            | Plata                                                                      | Plata    | Bronce                                                         | Bronce   |
| ----------------------- | --------------------------------------------------------------------------------- | -------------- | -------------------------------------------------------------------------- | -------- | -------------------------------------------------------------- | -------- |
| 100 metros              | Radina Velichkova Bulgaria                                                        | 11.46          | Shade Laporal Francia                                                      | 11.54    | Miia Ott Estonia                                               | 11.62    |
| 200 metros              | Elisa Valensin · Italia                                                           | 23.09 EU20L    | Margherita Castellani · Italia                                             | 23.35    | Pauline Richter · Alemania                                     | 23.50    |
| 400 metros              | Anastazja Kuś · Polonia                                                           | 51.89 EU18L    | Kara Dacosta Reino Unido                                                   | 52.60    | Madelief van Leur · Países Bajos                               | 53.19    |
| 800 metros              | Adéla Holubová · República Checa                                                  | 2:04.23        | Shaikira King Reino Unido                                                  | 2:04.29  | Carmen Cernjul · Suecia                                        | 2:04.52  |
| 1500 metros             | Lyla Belshaw Reino Unido                                                          | 4:13.01        | Isla McGowan Reino Unido                                                   | 4:14.78  | Wilma Bekkemoen Torbiörnss · Noruega                           | 4:16.45  |
| 3000 metros             | Katie Pye Reino Unido                                                             | 9:20.25        | Julia Ehrle · Alemania                                                     | 9:20.31  | Olivia Forrest Reino Unido                                     | 9:21.66  |
| 100 metros vallas       | Laura Frličková · Eslovaquia                                                      | 12.97          | Zofia Rojek · Polonia                                                      | 13.33    | Auxan Kingue Francia                                           | 13.37    |
| 400 metros vallas       | Nina Radová · República Checa                                                     | 58.00          | Eva Barbarić · Croacia                                                     | 58.85    | Lalie Pouzancre-Hoyer Francia                                  | 59.07    |
| 2000 metros obstáculos  | Astrid Berntsen · Noruega                                                         | 6:32.11        | Ema Berková · República Checa                                              | 6:34.63  | Nadia Soto · España                                            | 6:35.04  |
| Salto de altura         | Lilianna Bátori · Hungría                                                         | 1.84           | Aitana Alonso · España                                                     | 1.81     | Yman Ossie Tchiengue Francia                                   | 1.81     |
| Salto con pértiga       | Anastasia Boumpoulidi · Grecia                                                    | 4.20           | Embla Njerve · Noruega                                                     | 4.15     | Beate Pott · Suecia                                            | 4.15     |
| Salto de longitud       | Evelina Olsson · Suecia                                                           | 6.35           | Joana Fiodorovaité · Lituania                                              | 6.23     | Radina Velichkova Bulgaria                                     | 6.16 =   |
| Triple salto            | Brenda Apsīte Letonia                                                             | 13.18          | Melina Zaragka · Grecia                                                    | 13.10    | Elisa Valenti · Italia                                         | 12.99    |
| Lanzamiento de peso     | Maria Rafailidou · Grecia                                                         | 18.46          | Anhelina Shepel · Ucrania                                                  | 17.09    | Anastasia Andreadi · Grecia                                    | 16.70    |
| Lanzamiento de disco    | Nadjela Wepiwe · Alemania                                                         | 51.61          | Andrea Tankeu · España                                                     | 50.01    | Vita Barbić · Croacia                                          | 49.50    |
| Lanzamiento de martillo | Clara Hegemann · Alemania                                                         | 72.93 WU18L    | Polina Dzerozhynska · Ucrania                                              | 72.92    | Nova Kienast · Alemania                                        | 71.72    |
| Lanzamiento de jabalina | Vita Barbić · Croacia                                                             | 61.07 WU18L    | Konstanze Irlinger · Alemania                                              | 57.64    | Rabiye Çiçek Turquía                                           | 54.52    |
| 5000 metros marcha      | Serena di Fabio · Italia                                                          | 21:50.80 WU18L | Alessia Pop · Rumania                                                      | 22:03.11 | Petra Kusá · República Checa                                   | 23:49.22 |
| Heptatlón               | Enni Virjonen · Finlandia                                                         | 6151 WU18L     | Thea Brown Reino Unido                                                     | 5807     | Maria Schnemilich · Alemania                                   | 5732     |
| Relevo medley           | Italia · Viola Canovi · Margherita Castellani · Laura Frattaroli · Elisa Valensin | 2:05.23 WL     | Polonia · Oliwia Kasprzak · Aleksandra Jeż · Zofia Tomczyk · Anastazja Kuś | 2:05.54  | Reino Unido Nell Desir Thea Brown Shiloh Omotosho Kara Dacosta | 2:05.90  |

1. ↑  11.44  sub-18, sub-20 y sub-23, y EU18L en series.
2. ↑  En categorías sub-18 y sub-20
3. ↑  12.86  WU18L en la clasificación.
4. ↑  13.16  en la clasificación.
5. ↑  53.13 EU18L en la clasificación.
6. ↑  También 13.12  WU18L en 100 m vallas.
7. ↑  También 1.87 WU18L en salto de altura.

## Medallero
Este fue el medallero final por países:
| Núm. | País            | Oro | Plata | Bronce | Total |
| ---- | --------------- | --- | ----- | ------ | ----- |
| 1    | Italia          | 7   | 3     | 5      | 15    |
| 2    | Polonia         | 4   | 3     | 1      | 8     |
| 3    | República Checa | 4   | 3     | 0      | 7     |
| 4    | Reino Unido     | 3   | 5     | 3      | 11    |
| 5    | Alemania        | 3   | 3     | 5      | 11    |
| 6    | Francia         | 2   | 4     | 5      | 11    |
| 7    | Suecia          | 2   | 3     | 3      | 8     |
| 8    | Grecia          | 2   | 1     | 1      | 4     |
| 9    | España          | 1   | 3     | 2      | 6     |
| 10   | Irlanda         | 1   | 1     | 3      | 5     |
| 11   | Bulgaria        | 1   | 1     | 2      | 4     |
| =    | Croacia         | 1   | 1     | 2      | 4     |
| 13   | Estonia         | 1   | 1     | 1      | 3     |
| =    | Noruega         | 1   | 1     | 1      | 3     |
| =    | Serbia          | 1   | 1     | 1      | 3     |
| 16   | Hungría         | 1   | 1     | 0      | 2     |
| =    | Rumania         | 1   | 1     | 0      | 2     |
| 18   | Finlandia       | 1   | 0     | 1      | 2     |
| =    | Eslovaquia      | 1   | 0     | 1      | 2     |
| 20   | Bélgica         | 1   | 0     | 0      | 1     |
| =    | Letonia         | 1   | 0     | 0      | 1     |
| 22   | Ucrania         | 0   | 3     | 0      | 3     |
| 23   | Israel          | 0   | 1     | 0      | 1     |
| =    | Lituania        | 0   | 1     | 0      | 1     |
| 25   | Países Bajos    | 0   | 0     | 1      | 1     |
| =    | Turquía         | 0   | 0     | 1      | 1     |

## Países participantes
Participaron 1125 atletas (580 hombres y 545 mujeres) de 48 países, desglosados como sigue:
- Alemania (69)
- Andorra (1)
- Armenia (2)
- Austria (14)
- Azerbaiyán (1)
- Bélgica (17)
- Bosnia y Herzegovina (4)
- Bulgaria (19)
- Chipre (11)
- Croacia (19)
- Dinamarca (12)
- Eslovaquia (39)
- Eslovenia (39)
- España (56)
- Estonia (21)
- Finlandia (42)
- Francia (42)
- Georgia (3)
- Gibraltar (1)
- Grecia (52)
- Hungría (45)
- Irlanda (35)
- Islandia (3)
- Israel (12)
- Italia (69)
- Kosovo (2)
- Letonia (31)
- Liechtenstein (2)
- Lituania (11)
- Luxemburgo (12)
- Macedonia del Norte (2)
- Malta (5)
- Moldavia (6)
- Mónaco (1)
- Montenegro (1)
- Noruega (28)
- Países Bajos (23)
- Polonia (68)
- Portugal (30)
- Reino Unido (35)
- República Checa (29)
- Rumania (28)
- San Marino (1)
- Serbia (24)
- Suecia (47)
- Suiza (44)
- Turquía (24)
- Ucrania (43)

## Récords
En el campeonato se han batido los siguientes récords:

### Mejores marcas europeas sub-18

#### Masculino
| Atleta      | Nación          | Prueba       | Marca | Ronda | Fecha       |
| ----------- | --------------- | ------------ | ----- | ----- | ----------- |
| Michal Rada | República Checa | 400 m vallas | 49.42 | Final | 21 de julio |

#### Femenino
| Atleta                                                             | Nación     | Prueba        | Marca   | Ronda  | Fecha       |
| ------------------------------------------------------------------ | ---------- | ------------- | ------- | ------ | ----------- |
| Laura Frličková                                                    | Eslovaquia | 100 m vallas  | 12.86   | Series | 18 de julio |
| Viola Canovi Margherita Castellani Laura Frattaroli Elisa Valensin | Italia     | Relevo medley | 2:05.23 | Final  | 21 de julio |

### Récords del campeonato

#### Masculino
| Atleta                                                                  | Nación          | Prueba        | Marca   | Ronda     | Fecha       |
| ----------------------------------------------------------------------- | --------------- | ------------- | ------- | --------- | ----------- |
| Diego Nappi                                                             | Italia          | 200 m         | 21.01   | Semifinal | 20 de julio |
| Diego Nappi                                                             | Italia          | 200 m         | 20.81   | Final     | 20 de julio |
| Stanisław Strzelecki                                                    | Polonia         | 400 m         | 46.50   | Final     | 20 de julio |
| Aldin Ćatović                                                           | Serbia          | 3000 m        | 8:07.03 | Final     | 21 de julio |
| Michal Rada                                                             | República Checa | 400 m vallas  | 49.42   | Final     | 21 de julio |
| Nikodem Dymiński Jakub Foremny Bartłomiej Adamczyk Stanisław Strzelecki | Polonia         | Relevo medley | 1:51.62 | Final     | 21 de julio |

#### Femenino
| Atleta                                                             | Nación          | Prueba        | Marca    | Ronda  | Fecha       |
| ------------------------------------------------------------------ | --------------- | ------------- | -------- | ------ | ----------- |
| Elisa Valensin                                                     | Italia          | 200 m         | 23.09    | Final  | 20 de julio |
| Anastazja Kuś                                                      | Polonia         | 400 m         | 51.89    | Final  | 20 de julio |
| Adéla Holubová                                                     | República Checa | 800 m         | 2:04.23  | Final  | 21 de julio |
| Lyla Belshaw                                                       | Reino Unido     | 1500 m        | 4:13.01  | Final  | 21 de julio |
| Laura Frličková                                                    | Eslovaquia      | 100 m vallas  | 12.86    | Series | 18 de julio |
| Nina Radová                                                        | República Checa | 400 m vallas  | 58.00    | Final  | 21 de julio |
| Vita Barbić                                                        | Croacia         | Jabalina      | 61.07    | Final  | 21 de julio |
| Serena di Fabio                                                    | Italia          | 5000 m marcha | 21:50.80 | Final  | 19 de julio |
| Viola Canovi Margherita Castellani Laura Frattaroli Elisa Valensin | Italia          | Relevo medley | 2:05.23  | Final  | 21 de julio |

### Récords de España sub-18

#### Femenino
| Atleta                                                | Prueba        | Marca   | Ronda         | Fecha       |
| ----------------------------------------------------- | ------------- | ------- | ------------- | ----------- |
| Claudia Gutiérrez                                     | 1500 m        | 4:19.78 | Final         | 21 de julio |
| Andrea Tankeu                                         | Peso          | 16.89   | Clasificación | 18 de julio |
| Izan García Hugo Fernández Alejandro Núñez Pablo Rojo | Relevo medley | 1:53.41 | Final         | 21 de julio |